# زينب بنت أحمد حفني
زينب أحمد حفني كاتبة وقاصة وروائية سعودية من مواليد مدينة جدة عام 1961م (1380 هـ). من أبرز رواياتها: (نساء عند خط الاستواء)، ورواية (عقل سيئ السمعة).

## حياتها
- مواليد جدة سنة 1961م
- تخرجت من كلية الآداب جامعة الملك عبد العزيز بجدة عام 1993
- بدأت العمل في الصحافة عام 1987
- تنقلت في عدد من الصحف السعودية المحلية مثل: جريدة البلاد، ثم جريدة المدينة المنورة، ثم الرياض، ثم عكاظ، ثم انتقلت إلى جريدة الشرق الأوسط.
- كتبت في عدة مجلات عربية من ضمنها مجلة «صباح الخير» المصرية، مجلة «الرجل» اللندنية.
- كتبت مقالا أسبوعيا بصفحات الرأي في صحيفة الشرق الأوسط الدولية على مدى خمس سنوات.
- ثم باشرت طرح مقال أسبوعيّ بصفحات وجهات نظر بجريدة الاتحاد الإماراتية.
- تأخذ مقالاتها منحى اجتماعي وإنساني، تُلقي الضوء من خلالها على أهم القضايا المطروحة على الساحة العربية والدولية.[4]

## الجدل الثائر حولها
تفتخر زينب حفني بأنها استطاعت اختراق التابوهات المسيطرة على العقل المحلي والعربي وهذا ما أثار حفيظة الكثيرين. تستخدم الجنس بشكل كثيف في رواياتها كمنطلق لتصل منه لهدف سامٍ ونبيل، فالجنس ليس عيباً. ويصف البعض أعمال زينب بالركاكة والتفكك والسرد التقليدي وأنها ليست سوى محاولات رخيصة هدفها الظهور وكسب المال. يذكر أنها منعت من السفر والكتابة بعد مجموعتها «نساء عند خط الاستواء».

## أعمالها
- رسالة إلى رجل، وجدانيات، الهيئة المصرية العامة للكتاب، القاهرة. 1992م.
- قيدك أم حريتي، مجموعة قصصية، المؤسسة اللبنانية العربية للتوزيع والطباعة والنشر، بيروت-لبنان، 1994م.
- امرأة خارج الزمن. 1995.
- الرقص على الدفوف، رواية، سجل العرب، القاهرة، 1998م.
- هناك أشياء تغيب، مجموعة قصصية، دار الريس، بيروت-لبنان، 2000م.
- كتاب «مرايا الشرق الأوسط» يضم قسم كبير من مقالاتها التي نشرت في صحيفة الشرق الأوسط، دار طلاس للدراسات والنشر، عام 2001م.
- كتاب الأعمال الكاملة، دار طلاس للدراسات والنشر، عام 2002.[5]
- لم أعد أبكي، دار الساقي للطباعة والنشر، 2004م.
- إيقاعات أنثوية، قصائد نثرية، دار مختارات، بيروت-لبنان، عام 2004م.
- ملامح، دار الساقي للطباعة والنشر، عام 2006م.
- سيقان ملتوية، رواية، المؤسسة العامة للدراسات والنشر، بيروت-لبنان، 2008م.[6]
- وسادة لحبك. رواية. دار الساقي، 2010.[7]
- هل أتاك حديثي. رواية. المؤسسة العربية للدراسات والنشر 2012.[8]
- عقل سيء السمعة. رواية. دار نوفل، 2015.[3]
- الشيطان يحب أحيانًا. رواية. دار نوفل 2017.
- بالأمس كنت هنا. رواية. دار نوفل 2020.[9]

## مشاركات
- شاركت في معرض القاهرة الدولي للكتاب عام 2000م من خلال لقاء مفتوح مع الجمهور المصري حول مجمل أعمالها. وفي نفس العام تمَّ استضافتها بدمشق من خلال الصالون الأدبي الذي تقيمه في بيتها الدكتورة «جورجيت عطية» وتحرص من خلاله على استضافة شخصيات ثقافية متنوعة الاتجاهات.
- شاركت في ملتقى المرأة والكتابة بمدينة آسفي بالمغرب عام 2004م من خلال ورقة تحمل عنوان «حكايتي مع الحرف».
- شاركت في الندوة النسوية الأولى «المرأة والإبداع والتاريخ» بمحاضرة «المرأة ودورها في صنع التاريخ»، بجانب أمسية شعرية، في جامعة القاضي عيّاض/بني ملال/المغرب بابريل عام 2005.[10]

## وصلات خارجية
- موقعها الرسمي